# Водные объекты Ишимбайского района
Гидрография Ишимбайского района Республики Башкортостан определяется географическим расположением 
в  бассейне Белой и нахождением горных районов.

## Реки
Категория:Реки Ишимбайского района
По району протекают около 90 рек. Главные из них: – Белая, Селеук, Зиган, Тайрук, Урюк. 

## Озера
Естественные и искусственные озера 
Тугар-Салган, Соленое (х. Соленый), Конное озеро, Ишимбайский карьер (в Стерлитамакском районе). 
Насчитываются 27 прудов. Самые крупные: Ромадановский пруд (д. Рамодановка), Татьяновский пруд (д. Татьяновка), Торгатский пруд (д. Торгаска), Уразбаевский пруд  (д. Уразбаево).

## Болота
Безымянные болота охватывают левобережную пойму реки Белой.
Довольно густая гидрографическая сеть Макаровского лесничества (горной лесной части района) определяет хорошую дренированность почв, поэтому в горной тайге заболоченность отсутствует, за исключением отдельных понижений в поймах рек.
На территории расположения лесничества находятся болота Васильевское, Верховое, Горное, Кузяново – 1; 2, Макаровское, Улу-Сазбаш, Хазаново. Они подпитывают водоёмы и подлежат сохранению.

## Водопады
У с. Макарово находятся Каран-Елга, Кургунтуй, Кукраук.

## Особо охраняемые территории (ООП)
Водопад Кук-Караук – гидрологический памятник природы, расположенный в 7 км от с. Макарово 
(постановление СМ БАССР от 17.08.1965 г. № 465).
Хазинская пещера и источник Берхомут – геологический памятник природы, расположенный около д. Хазиново, площадь – 100 га (постановление СМ БАССР от 17.08.1965 г. № 465).
озеро Тугар-салган и его  окрестности – комплексный памятник природы, площадь 100 га (постановление СМ БАССР от  26.12.1985 г. № 212). Озеро Тугар-Салган находится в 7 км от г. Ишимбая у подножия Тратау. Глубоководное карстовое озеро имеет большое научное (гидрогеологическое) значение.
Водоохранные зоны бассейна р. Белой (с 1992).
Ценные природные территории, перспективные для учреждения различных категорий ОПТ
Долина р. Белой. (К-зы  «III Интернационал", "Искра". С-з «Маяк")
Долина р. Селеук. (К-зы "III Интернационал", "С. Юлаева", "Агидель", "Коммунар", "Родина". Макаровский л-з. 
Верхоторское л-во, кв. 3 (ОЗУЛ))
Долина и приречные леса по р. Зиган. (К-зы: им. Ленина, Армет. Макаровский л-з. Шихановское л-во, части кв. 48, 50-53. Макаровское л-во, части кв. 60-67), Долина и приречные леса по р. Тор,  Долина и приречные леса по р. Ряузяк (включая притоки М. и Б. Ряузяк), Долина и приречные леса по р. Урюк.
Приречные леса: по р. Сикася. (К-з Армет),  по р. Ямаш, по р. Сикася, по р. Б. Нугуш, по р. Б. Шишеняк.

## Лечебно-оздоровительные источники
Среди ручьев района особо ценимы: Берхомут и Безымянный (оба у д. Хажиново), Блаженной Варвары Скворчихинской (д. Скворчиха), Живая вода (д. Арлар), Ресторан (д. Кулгунино), Селтерби-урта-таш и родник Аллагуат (оба у с. Макарово), Кайнаук (д. Саргаево). 